# James Carson Gardner
James Carson Gardner (* 8. April 1933 in Rocky Mount, North Carolina) ist ein ehemaliger US-amerikanischer Politiker. Zwischen 1967 und 1969 vertrat er den Bundesstaat North Carolina im US-Repräsentantenhaus.

## Werdegang
James Gardner besuchte die öffentlichen Schulen seiner Heimat und studierte danach an der North Carolina State University in Raleigh. Zwischen 1953 und 1955 war er Soldat in der US Army. Später war er Mitbegründer und von 1962 bis 1967 Vizepräsident der Firma Hardee’s Food Systems Inc. Politisch schloss sich Gardner der Republikanischen Partei an. In den Jahren 1965 und 1966 war er deren Staatsvorsitzender in North Carolina. 1964 kandidierte er noch erfolglos für den Kongress.
Bei den Kongresswahlen des Jahres 1966 wurde Gardner dann aber im vierten Wahlbezirk von North Carolina in das US-Repräsentantenhaus in Washington, D.C. gewählt, wo er am 3. Januar 1967 die Nachfolge von Harold D. Cooley antrat. Da er im Jahr 1968 auf eine weitere Kandidatur verzichtete, konnte er bis zum 3. Januar 1969 nur eine Legislaturperiode im Kongress absolvieren. Diese war von den Ereignissen des Vietnamkrieges und der Bürgerrechtsbewegung bestimmt.
In den Jahren 1968, 1972 und 1992 bewarb sich Gardner erfolglos um das Amt des Gouverneurs von North Carolina, wobei er 1968 und 1992 gegen den jeweiligen demokratischen Gegenkandidaten verlor; 1972 scheiterte er in den Vorwahlen seiner Partei. Zwischen 1989 und 1993 war Gardner Vizegouverneur seines Heimatstaates. Danach wurde er Präsident der in Rocky Mount ansässigen Firma Gardner Foods Inc.